# هاريسون سميث
هاريسون سميث (بالإنجليزية: Harrison Smith)‏ (و. 1989  م) هو لاعب كرة قدم أمريكية، من الولايات المتحدة، ولد في أوغستا، جورجيا، يلعب كمُؤمن ‏.

## التعليم
تعلم في Knoxville Catholic High School ‏.

## روابط خارجية
- هاريسون سميث على موقع إي إس بي إن.كوم (أن.أف.أل)3
- هاريسون سميث على موقع مرجع كرة القدم المحترفة.كوم (الإنجليزية)
- هاريسون سميث على موقع كلية كرة القدم في سبورتس رفرنس.كوم (الإنجليزية)